# Campionati mondiali di nuoto in vasca corta 2024 - Staffetta 4x100 metri misti maschile
La gara della staffetta 4x100 metri misti maschile dei campionati mondiali di nuoto in vasca corta 2024 si è svolta il 15 dicembre 2024 presso la Duna Aréna di Budapest.

## Podio
| Pos.    | Nazione     | Atleta |
| ------- | ----------- | --- |
| Oro     | NAB         | Miron Lifincev Kirill Prigoda Andrei Minakov Egor Kornev Pavel Samusenko Aleksandr Zhigalov Dmitrii Zhavoronkov |
| Argento | Stati Uniti | Shaine Casas Michael Andrew Dare Rose Jack Alexy AJ Pouch Zach Harting Harrison Turner                          |
| Bronzo  | Italia      | Lorenzo Mora Ludovico Viberti Michele Busa Alessandro Miressi Christian Bacico Simone Cerasuolo Simone Stefanì  |

## Record
Prima della manifestazione il record del mondo (RM) e il record dei campionati (RC) erano i seguenti.
|  | 3'18"98 | Stati Uniti | 18 dicembre 2022 Melbourne |
|  | 3'18"98 | Stati Uniti | 18 dicembre 2022 Melbourne |

Durante la competizione è stato migliorato il seguente record:
|  | 3'18"68 | NAB |

## Programma
| Data             | Ora   | Turno    |
| ---------------- | ----- | -------- |
| 15 dicembre 2024 | 10:41 | Batterie |
| 15 dicembre 2024 | 19:10 | Finale   |

## Risultati

### Batterie
| Pos. | Batteria | Corsia | Nazione       | Atleta | Tempo        | Note |
| ---- | -------- | ------ | ------------- | --- | ------------ | ---- |
| 1    | 4        | 1      | Polonia       | Kacper Stokowski (49"34) Jan Kałusowski (57"24) Jakub Majerski (49"11) Ksawery Masiuk (46"01)                                    | 3'21"70      | Q    |
| 2    | 1        | 3      | NAB           | Pavel Samusenko (49"57) Aleksandr Zhigalov (56"37) Andrej Minakov (49"36) Dmitrii Zhavoronkov (46"78)                            | 3'22"08      | Q    |
| 3    | 3        | 3      | Canada        | Blake Tierney (50"68) Finlay Knox (57"22) Ilya Kharun (48"48) Yuri Kisil (46"28)                                                 | 3'22"66      | Q    |
| 4    | 3        | 4      | Stati Uniti   | Shaine Casas (50"59) AJ Pouch (57"33) Zach Harting (49"92) Chris Guiliano (44"99)                                                | 3'22"83      | Q    |
| 5    | 4        | 3      | Australia     | Isaac Cooper (50"66) Joshua Yong (56"86) Matthew Temple (49"26) Harrison Turner (46"67)                                          | 3'23"45      | Q    |
| 6    | 4        | 6      | Italia        | Christian Bacico (50"80) Simone Cerasuolo (57"62) Simone Stefanì (49"34) Alessandro Miressi (45"77)                              | 3'23"53      | Q    |
| 7    | 3        | 2      | Giappone      | Masaki Yura (50"79) Taku Taniguchi (56"19) Takaya Yasue (49"87) Kaiya Seki (46"82)                                               | 3'23"67      | Q    |
| 8    | 4        | 5      | Francia       | Yohann Ndoye-Brouard (50"44) Roman Fuchs (58"17) Clément Secchi (49"75) Maxime Grousset (45"52)                                  | 3'23"88      | Q    |
| 9    | 4        | 7      | Spagna        | Iván Martínez (51"27) Carles Coll (56"89) Mario Mollá (49"63) Luis Domínguez (46"60)                                             | 3'24"39      |      |
| 10   | 2        | 4      | Svizzera      | Thierry Bollin (49"84) Louis Droupy (59"06) Noè Ponti (48"29) Roman Mityukov (47"55)                                             | 3'24"74      |      |
| 11   | 2        | 6      | Svezia        | Samuel Törnqvist (50"82) Daniel Kertes (57"31) Robin Hanson (51"06) Elias Persson (47"00)                                        | 3'26"19      |      |
| 12   | 4        | 2      | Germania      | Ole Braunschweig (51"05) Melvin Imoudu (57"10) Kaii Winkler (51"27) Martin Wrede (47"00)                                         | 3'26"42      |      |
| 13   | 3        | 5      | Gran Bretagna | Oliver Morgan (50"92) Archie Goodburn (57"25) Jacob Peters (50"54) Joshua Gammon (48"00)                                         | 3'26"71      |      |
| 14   | 3        | 7      | Austria       | Lukas Edl (51"92) Bernhard Reitshammer (57"56) Andreas Rizek (52"24) Heiko Gigler (46"27)                                        | 3'27"99      |      |
| 15   | 3        | 1      | Ucraina       | Oleksandr Zheltyakov (51"99) Volodymyr Lisovets (57"40) Arsenii Kovalov (50"87) Vadym Naumenko (48"49)                           | 3'28"75      |      |
| 16   | 4        | 4      | Cina          | Wang Gukailai (51"06) Yu Zongda (57"88) Li Taiyu (52"38) Liu Wudi (47"45)                                                        | 3'28"77      |      |
| 17   | 3        | 6      | Corea del Sud | Lee Ju-ho (52"39) Choi Dong-yeol (57"51) Kim Ji-hun (51"30) Lee Ho-joon (48"16)                                                  | 3'29"36      |      |
| 18   | 2        | 3      | Kazakistan    | Yegor Popov (53"62) Arsen Kozhakhmetov (57"91) Adilbek Mussin (50"21) Gleb Kovalenya (47"73)                                     | 3'29"47      |      |
| 19   | 2        | 1      | Turchia       | Mert Ali Satır (52"49) Berkay Öğretir (57"60) Emre Gürdenli (52"05) Berke Saka (47"77)                                           | 3'29"91      |      |
| 20   | 4        | 8      | Ungheria      | Bendek Kovács (52"03) Dávid Horváth (59"09) Richárd Márton (51"92) Boldizsár Magda (47"82)                                       | 3'30"86      |      |
| 21   | 2        | 2      | Hong Kong     | Hayden Kwan (52"52) Adam Mak (58"68) Ralph Koo (52"31) Ian Ho (47"53)                                                            | 3'31"04      |      |
| 22   | 1        | 6      | Nuova Zelanda | Cooper Morley (51"35) Samuel Brown (1'00"43) Ben Littlejohn (51"92) Hugo Wrathall (48"98)                                        | 3'32"68      |      |
| 23   | 1        | 2      | Islanda       | Guðmundur Leo Rafnsson (53"19) Snorri Dagur Einarsson (58"59) Birnir Freyr Hálfdánarson (53"03) Símon Elías Statkevicius (48"87) | 3'33"68      |      |
| 24   | 1        | 7      | Sudafrica     | Kian Keylock (54"63) Matthew Randle (1'00"04) Ruard van Renen (50"73) Kris Mihaylov (49"32)                                      | 3'34"72      |      |
| 25   | 2        | 5      | Perù          | Joaquín Vargas (54"36) Anthony Puertas (1'02"44) Diego Balbi (51"73) Rafael Ponce (48"08)                                        | 3'36"61      |      |
| 26   | 1        | 5      | Malaysia      | Khiew Hoe Yean (53"71) Tan Khai Xin (1'02"74) Bryan Leong (52"65) Lim Yin Chuen (48"29)                                          | 3'37"39      |      |
| 27   | 2        | 7      | Lettonia      | Ģirts Feldbergs (52"51) Daniils Bobrovs (1'01"00) Kristaps Miķelsons (54"72) Nikolass Deičmans (49"78)                           | 3'38"01      |      |
| DSQ  | 3        | 8      | Brasile       | Guilherme Basseto (50.63) Caio Pumputis Leonardo Coelho Santos Marco Antônio Ferreira                                            | Squalificati |      |
| DNS  | 1        | 4      | Slovacchia    | Non partiti |              |      |

### Finale
| Pos.    | Corsia | Nazione     | Atleta                                                                                        | Tempo   | Note |
| ------- | ------ | ----------- | --------------------------------------------------------------------------------------------- | ------- | ---- |
| Oro     | 5      | NAB         | Miron Lifincev (49"31) Kirill Prigoda (55"15) Andrej Minakov (48"80) Egor Kornev (45"42)      | 3'18"68 |      |
| Argento | 6      | Stati Uniti | Shaine Casas (48"92) Michael Andrew (57"03) Dare Rose (48"55) Jack Alexy (44"53)              | 3'19"03 |      |
| Bronzo  | 7      | Italia      | Lorenzo Mora (49"53) Ludovico Viberti (56"15) Michele Busa (48"81) Alessandro Miressi (45"42) | 3'19"91 |      |
| 4       | 4      | Polonia     | Kacper Stokowski (49"10) Jan Kałusowski (56"91) Jakub Majerski (49"16) Ksawery Masiuk (45"85) | 3'21"02 |      |
| 5       | 3      | Canada      | Blake Tierney (49"87) Finlay Knox (56"71) Ilya Kharun (48"66) Yuri Kisil (45"93)              | 3'21"17 |      |
| 6       | 2      | Australia   | Isaac Cooper (49"81) Joshua Yong (56"91) Matthew Temple (48"60) Maximillian Giuliani (46"71)  | 3'22"03 |      |
| 7       | 8      | Francia     | Mewen Tomac (50"01) Roman Fuchs (58"10) Clément Secchi (49"91) Maxime Grousset (44"51)        | 3'22"53 |      |
| 8       | 1      | Giappone    | Masaki Yura (50"64) Taku Taniguchi (56"26) Takaya Yasue (49"77) Kaiya Seki (46"53)            | 3'23"20 |      |